# Palosaari (ö i Finland, Satakunta)
Palosaari är en ö i Finland. Den ligger i sjön Jämijärvi och i kommunen Jämijärvi i den ekonomiska regionen  Norra Satakunta ekonomiska region  och landskapet Satakunta, i den sydvästra delen av landet, 220 km nordväst om huvudstaden Helsingfors. Öns största längd är 2,4 kilometer i öst-västlig riktning.